# Лутковка
Лутковка (укр. Лутківка) — село в Маловисковской городской общине Новоукраинского района Кировоградской области Украины.
До 2020 года входило в Маловисковский район
Население по переписи 2001 года составляло 278 человек. Почтовый индекс — 26207. Телефонный код — 5258. Код КОАТУУ — 3523183202.